# Knivarnas krig

Toussaint Louverture.

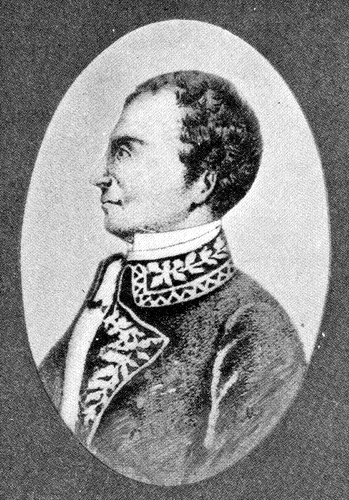
André Rigaud.

Knivarnas krig (franska: Guerre des couteaux) var en väpnad konflikt som utkämpades på den franska kolonin Saint-Domingue (senare Haiti) mellan den svarte haitiske revolutionären Toussaint L'Ouverture och mulatten André Rigaud mellan juni 1799 och mars 1800. Efter att ha besegrat främmande makt slogs de inbördes om makten över Haiti. Rigaud hade vunnit en viktig seger över de brittiska styrkorna, medan Toussaints position i den franska armén var högre. De kunde därför båda hävda rätt till ledarskap, men Toussaint L'Ouverture hade större folkligt stöd. Rigaud vägrade acceptera utnämningen av Toussaint vilket ledde till väpnad konflikt. 

## Platser
Striden utkämpades framför allt i Jacmel där rebellerna, ledda av Rigaud, utkämpade sin sista strid. Toussaint erövrade Jacmel i mars 1800. Rigaud förvisades till Frankrike kort därpå, men återkom till Haiti tre år senare.

## Etniska motsättningar
Historiker pekar på skiljelinjer mellan haitierna baserade på etnicitet. Mulatten Rigaud brukar anses ha haft stöd bland ljushyade medan övriga såg upp till Toussaint. Vissa menar att många av de mörkyade på Haiti inte litade på mulatterna, och att detta underblåste konflikten

## Klassystem
André Rigaud ansågs ha afrikanskt hår men hudfärg som en vit. Han trodde på ett klassamhälle där mulatter stod lägre än vita och svarta längst ner, ett system som Toussaint absolut inte accepterade. Rigaud kämpade med att finna en plats i samhället, då han var del av båda grupperna men accepterad av ingen. Rigaud blev förrådd, och vid återkomsten till Frankrike blev han fängslad för sitt misslyckade uppror. 